# Куньов Іван Павлович
Куньов Іван Павлович (рос. Кунёв Иван Павлович; 1 листопада 1935, село Гаврилівка, Мельцанський район, Мордовська АРСР — 14 серпня 2000) — інженер, історик, народний депутат України 3-го скликання.

## Життєпис
Народився 1 листопада 1935 року, за національністью був росіянином.
Працював інженером поліклініки № 4 Мінського району Києва. Помер 14 серпня 2000 року. Похований на Лісовому цвинтарі Києва (ділянка № 2).
З березня 1999 був головою Партії пенсіонерів України.

## Родина
Батько Павло Миколайович (1912—1961) і мати Дарина Іванівна (1915—1998) — колгоспники. Дружина Параскева Феодосіївна (1933) — пенсіонерка. Син Володимир (1958) — капітан запасу, помічник-консультант народного депутата України, дочка Людмила (1963) — технолог виробів зі шкіри.

## Освіта
Саратовське танкове училище імені Волоха (1958), «Ремонт і експлуатація бронетанкової техніки, тракторів і автомобілів». Мордовський державний університет (1964—1969), історик.

## Трудова діяльність

Могила Івана Куньова

- 1955—1981 — служив в армії.
- 1981—1985 — директор Будинку культури імен Луначарського. Завідувач відділу, директор Парку культури і відпочинку імен М.Фрунзе, місто Київ.
- 1987—1988 — учитель історії Затоківської середньої школи № 9 Одеської області.
- З 1989—1998 — завідувач господарства, інженер поліклініки № 4 Мінського району міста Києва.
- 1989—1992 — член комітету Республіканської організації «Справедливість».

Народний депутат України 3-го скликання з 12 травня 1998 до 5 вересня 2000 від ПСПУ, № 15 в списку. На час виборів: інженер поліклініки № 4 Мінського району міста Києва, безпартійний. Член фракції ПСПУ (травень 1998 — березень 1999), член фракції «Батьківщина» (з квітня 1999). Заступник голови Комітету в справах пенсіонерів, ветеранів та інвалідів (з липня 1998).
Мав 11 медалей. Підполковник.